# Agent bleu
Ne doit pas être confondu avec Agent orange.

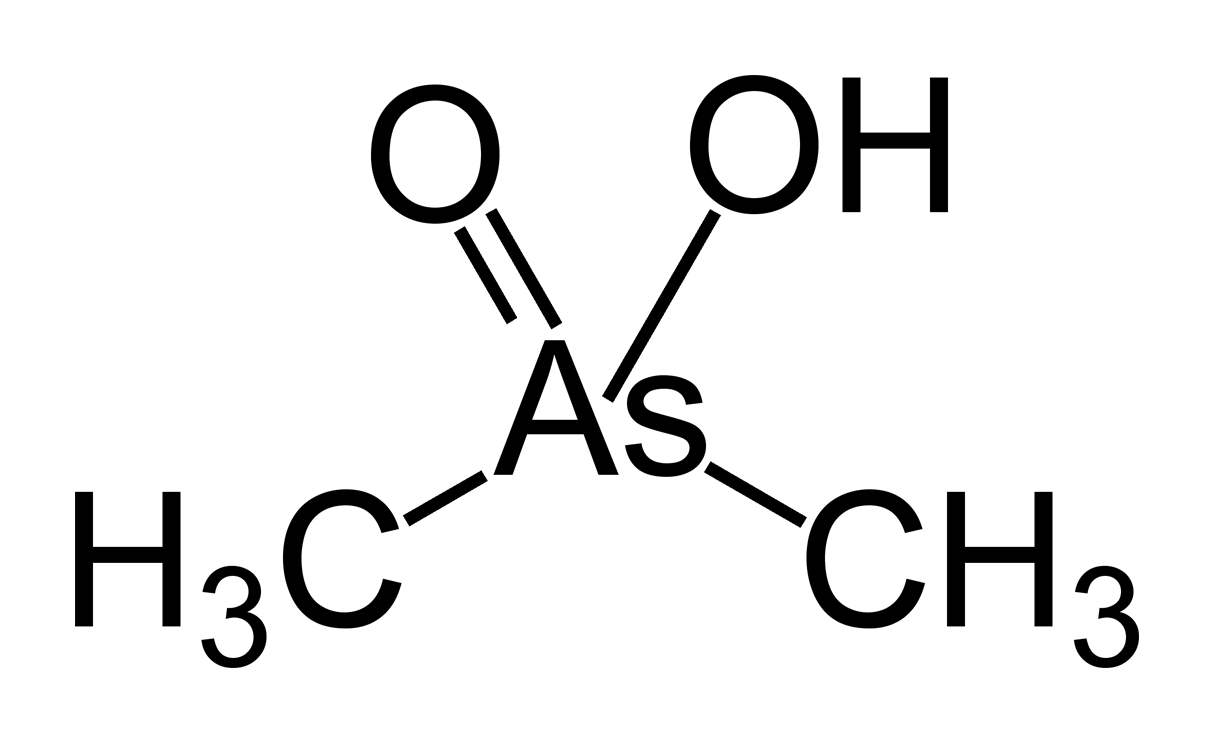
L'acide cacodylique (et le cacodylate de sodium) sont des composants de l'agent bleu.

L’agent bleu est un puissant herbicide qui fut utilisé comme défoliant par l'armée américaine dans son programme d'herbicidal warfare pendant la guerre du Viêt Nam, l'Opération Ranch Hand. Il est composé de cacodylate de sodium et d'acide cacodylique, deux dérivés de l'arsenic.

## Origine du nom
Son nom vient de la bande bleue peinte sur les barils pour identifier le contenu. Il faisait partie des herbicides arc-en-ciel dont le plus célèbre est l'agent orange. L'agent bleu ne fut utilisé qu'entre 1962 et 1964, au début de la période d'essai du programme de pulvérisation.

## Composition
Le seul ingrédient de l'agent bleu était l'acide 2,4,5-trichlorophénoxyacétique (2,4,5-T)[réf. souhaitée], un herbicide très utilisé à l'époque. On a appris plus tard qu'une dioxine,  la 2,3,7,8-tétrachlorodibenzo-p-dioxine (TCDD), était produite lors de l'élaboration de 2,4,5-T et qu'on en trouvait alors dans tous les herbicides composés de cet acide. Comme l'agent bleu n'était composé que de 2,4,5-T, comme l'agent rose d'ailleurs, il contenait un taux de dioxine bien plus élevé que l'agent orange.

## Utilisations
L'agent bleu est toujours communément utilisé comme herbicide polyvalent aux États-Unis.